# Tangan
Tangan és un riu de Bengala Occidental i Bangladesh. Neix al districte de Jalpaiguri i marxa cap al de Dinajpur en direcció sud i després d'uns 130 km entra al districte de Malda on desaigua al Mahananda prop de Muchia. El seu curs total és d'uns 195 km. El seu curs ha variat lleugerament en el curs dels segles; el seu antic llit, o un dels antics llits, encara es podia seguir a finals del segle xix.